# Богдановский сельский совет (Васильковский район)
Богдановский сельский совет (укр. Богданівська сільська рада) — входит в состав
Васильковского района
Днепропетровской области
Украины.
Административный центр сельского совета находится в
с. Богдановка.

## Населённые пункты совета
- с. Бабаково
- с. Богдановка
- с. Катериновка
- с. Колоно-Николаевка
- с. Нововасильковка